# Jiří Karel Haugwitz
Jiří Karel z Haugvic či též z Haugwitz (německy Georg Carl von Haugwitz, 2. srpen 1674, Wąsosz, Hlohovské knížectví – 1. prosince 1745) byl slezský šlechtic z rodu Haugviců (Haugwitzů). Působil jako saský a polský generálmajor kavalerie a majitel panství Paniowice a Chróstnik.

## Životopis

### Původ
Jiří Karel z Haugvic pocházel ze slezské linie šlechtického rodu Haugviců. Jeho rodiči byli Tobiáš Vilém z Haugvic (1628–1791) a jeho manželka Anna Barbora von Stössel. Jiří Karel a jeho bratr Jindřich Vilém byli 4. října 1723 povýšeni v Českých zemích na barony s predikátem Haugvic z Malé Obiše (německy: von Haugwitz zu Klein Obisch).

### Kariéra
V roce 1700 byl povýšen na kapitána dragounského pluku (Weißenfels) a rytmistra osobní gardy, později byl povýšen na podplukovníka. Bojoval v taženích v Itálii, Uhersku a Livonsku. V roce 1734 byl povýšen na generálmajora, ale v této hodnosti již nepůsobil vojensky.

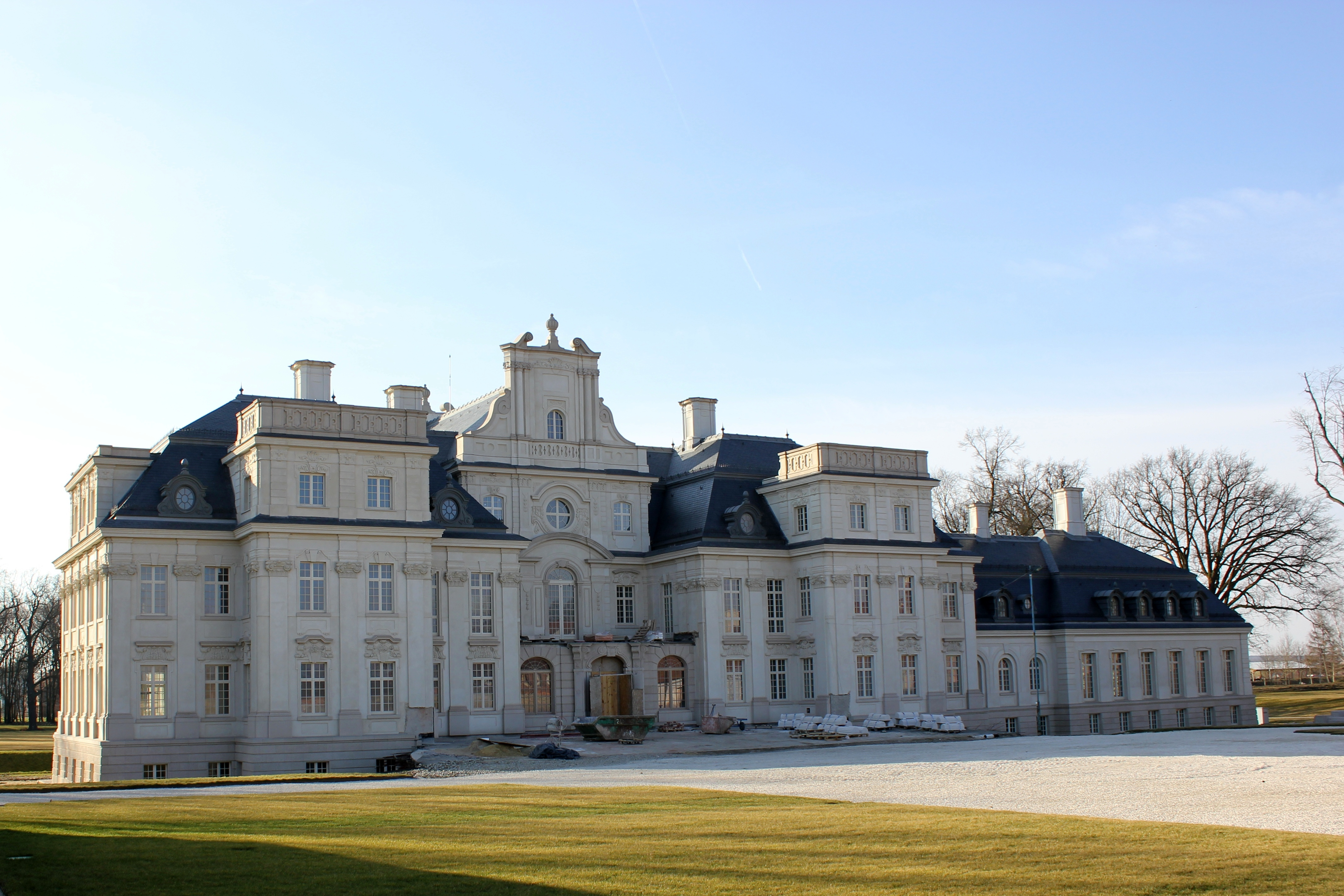
Zámek Chróstnik

Věnoval se převážně správě svých panství v Lehnickém a Hlohovském knížectví. Od roku 1713 zastával také úřad (zemský starší) v Hlohovském knížectví. V roce 1715 získal celé panství Chróstnik. V roce 1728 nechal v Chróstniku postavit zámek na místě bývalého hradu. V roce 1733 získal titul hraběte.

## Rodina
V roce 1701 se oženil s Annou Helenou z Haugvic (1687–1741) která pocházela ze stejného rodu, oba byli pohřbeni v kostele v Chróstniku. Manželé měli spolu pět synů a dvě dcery; čtyři synové zemřeli mladí, zbývající:
- Bedřich Vilém (1702–1765). [1]

- Žofie Eleonora (* 1708)
- Alžběta Henrieta (* 1716)